# U.S. Men's Clay Court Championships 2002 - Qualificazioni singolare
Le qualificazioni del singolare  dell'U.S. Men's Clay Court Championships 2002 sono state un torneo di tennis preliminare per accedere alla fase finale della manifestazione. I vincitori dell'ultimo turno sono entrati di diritto nel tabellone principale. In caso di ritiro di uno o più giocatori aventi diritto a questi sono subentrati i lucky loser, ossia i giocatori che hanno perso nell'ultimo turno ma che avevano una classifica più alta rispetto agli altri partecipanti che avevano comunque perso nel turno finale.
Le qualificazioni del torneo U.S. Men's Clay Court Championships 2002 prevedevano 32 partecipanti di cui 4 sono entrati nel tabellone principale.

## Teste di serie
1. Cecil Mamiit (primo turno)
2. Michael Kohlmann (secondo turno)
3. Luis Horna (primo turno)
4. Jack Brasington (primo turno)

1. Mardy Fish (primo turno)
2. Brian Vahaly (primo turno)
3. Jeff Salzenstein (primo turno)
4. Robert Kendrick (primo turno)

## Qualificati
1. Luis Morejon
2. Mariano Puerta

1. Kristian Capalik
2. Ignacio Hirigoyen

## Tabellone

### Legenda
| - Q = Qualificato - WC = Wild card - LL = Lucky loser | - ALT = Alternate - SE = Special Exempt - PR = Protected Ranking | - w/o = Walkover - r = Ritirato - d = Squalificato |

### Sezione 1
|  | Primo turno         | Primo turno         | Primo turno       | Primo turno | Primo turno |  |  | Secondo turno | Secondo turno | Secondo turno | Secondo turno | Secondo turno |   |   | Ultimo turno | Ultimo turno | Ultimo turno | Ultimo turno | Ultimo turno |  |
|  |                     |                     |                   |             |             |  |  |               |               |               |               |               |   |   |              |              |              |              |              |  |
|  |                     | Mariano Hood        | 2                 | 7           | 6           |  |  |               |               |               |               |               |   |   |              |              |              |              |              |  |
|  | 1                   | Cecil Mamiit        | 6                 | 65          | 4           |  |  | Mariano Hood  | Mariano Hood  | Mariano Hood  | 5             | 5             |   |   |              |              |              |              |              |  |
|  | Luis Morejon        | Luis Morejon        | 6                 | 0           | 6           |  |  | Luis Morejon  | Luis Morejon  | Luis Morejon  | 7             | 7             |   |   |              |              |              |              |              |  |
|  | Mashiska Washington | Mashiska Washington | 4                 | 6           | 3           |  |  |               |               |               |               |               |   |   | Luis Morejon | Luis Morejon | Luis Morejon | 6            | 6            |  |
|  | Lovro Zovko         | Lovro Zovko         | Lovro Zovko       | 6           | 6           |  |  |               |               | Lovro Zovko   | Lovro Zovko   | Lovro Zovko   | 4 | 3 |              |              |              |              |              |  |
|  | Cristiano Caratti   | Cristiano Caratti   | Cristiano Caratti | 3           | 4           |  |  | Lovro Zovko   | Lovro Zovko   | Lovro Zovko   | 6             | 6             |   |   |              |              |              |              |              |  |
|  |                     | Thomas Blake        | Thomas Blake      | 6           | 6           |  |  | Thomas Blake  | Thomas Blake  | Thomas Blake  | 3             | 2             |   |   |              |              |              |              |              |  |
|  | 5                   | Mardy Fish          | Mardy Fish        | 3           | 3           |  |  |               |               |               |               |               |   |   |              |              |              |              |              |  |

### Sezione 2
|  | Primo turno    | Primo turno        | Primo turno     | Primo turno | Primo turno |  |  | Secondo turno | Secondo turno    | Secondo turno    | Secondo turno | Secondo turno |   |   | Ultimo turno   | Ultimo turno   | Ultimo turno   | Ultimo turno | Ultimo turno |  |
|  |                |                    |                 |             |             |  |  |               |                  |                  |               |               |   |   |                |                |                |              |              |  |
|  | 2              | Michael Kohlmann   | 6               | 4           | 6           |  |  |               |                  |                  |               |               |   |   |                |                |                |              |              |  |
|  |                | Travis Rettenmaier | 3               | 6           | 2           |  |  | 2             | Michael Kohlmann | Michael Kohlmann | 5             | 3             |   |   |                |                |                |              |              |  |
|  | Mariano Puerta | Mariano Puerta     | Mariano Puerta  | 7           | 6           |  |  |               | Mariano Puerta   | Mariano Puerta   | 7             | 6             |   |   |                |                |                |              |              |  |
|  | Devin Bowen    | Devin Bowen        | Devin Bowen     | 64          | 0           |  |  |               |                  |                  |               |               |   |   | Mariano Puerta | Mariano Puerta | Mariano Puerta | 6            | 6            |  |
|  | José de Armas  | José de Armas      | 6               | 4           | 6           |  |  |               |                  | Kevin Kim        | Kevin Kim     | Kevin Kim     | 3 | 3 |                |                |                |              |              |  |
|  | Brandon Hawk   | Brandon Hawk       | 3               | 6           | 0           |  |  | José de Armas | José de Armas    | José de Armas    | 1             | 3             |   |   |                |                |                |              |              |  |
|  |                | Kevin Kim          | Kevin Kim       | 7           | 6           |  |  | Kevin Kim     | Kevin Kim        | Kevin Kim        | 6             | 6             |   |   |                |                |                |              |              |  |
|  | 8              | Robert Kendrick    | Robert Kendrick | 5           | 3           |  |  |               |                  |                  |               |               |   |   |                |                |                |              |              |  |

### Sezione 3
|  | Primo turno      | Primo turno      | Primo turno      | Primo turno | Primo turno |  |  | Secondo turno    | Secondo turno    | Secondo turno | Secondo turno | Secondo turno |   |   | Ultimo turno     | Ultimo turno     | Ultimo turno     | Ultimo turno | Ultimo turno |  |
|  |                  |                  |                  |             |             |  |  |                  |                  |               |               |               |   |   |                  |                  |                  |              |              |  |
|  |                  | Kristian Capalik | Kristian Capalik | 7           | 6           |  |  |                  |                  |               |               |               |   |   |                  |                  |                  |              |              |  |
|  | 3                | Luis Horna       | Luis Horna       | 63          | 4           |  |  | Kristian Capalik | Kristian Capalik | 65            | 6             | 7             |   |   |                  |                  |                  |              |              |  |
|  | Eric Taino       | Eric Taino       | 1                | 6           | 7           |  |  | Eric Taino       | Eric Taino       | 7             | 4             | 68            |   |   |                  |                  |                  |              |              |  |
|  | Michael Tebbutt  | Michael Tebbutt  | 6                | 3           | 63          |  |  |                  |                  |               |               |               |   |   | Kristian Capalik | Kristian Capalik | Kristian Capalik | 6            | 6            |  |
|  | Sebastián Prieto | Sebastián Prieto | Sebastián Prieto | 6           | 6           |  |  |                  |                  | Dušan Vemić   | Dušan Vemić   | Dušan Vemić   | 1 | 3 |                  |                  |                  |              |              |  |
|  | Adrián García    | Adrián García    | Adrián García    | 3           | 4           |  |  | Sebastián Prieto | Sebastián Prieto | 7             | 65            | 4             |   |   |                  |                  |                  |              |              |  |
|  |                  | Dušan Vemić      | Dušan Vemić      | 6           | 7           |  |  | Dušan Vemić      | Dušan Vemić      | 5             | 7             | 6             |   |   |                  |                  |                  |              |              |  |
|  | 7                | Jeff Salzenstein | Jeff Salzenstein | 3           | 5           |  |  |                  |                  |               |               |               |   |   |                  |                  |                  |              |              |  |

### Sezione 4
|  | Primo turno           | Primo turno           | Primo turno           | Primo turno | Primo turno |  |  | Secondo turno     | Secondo turno     | Secondo turno     | Secondo turno     | Secondo turno |   |   | Ultimo turno | Ultimo turno | Ultimo turno | Ultimo turno | Ultimo turno |  |
|  |                       |                       |                       |             |             |  |  |                   |                   |                   |                   |               |   |   |              |              |              |              |              |  |
|  |                       | Eric Nunez            | Eric Nunez            | 6           | 6           |  |  |                   |                   |                   |                   |               |   |   |              |              |              |              |              |  |
|  | 4                     | Jack Brasington       | Jack Brasington       | 4           | 4           |  |  | Eric Nunez        | Eric Nunez        | Eric Nunez        | 6                 | 3             |   |   |              |              |              |              |              |  |
|  | Mike Bryan            | Mike Bryan            | Mike Bryan            | 7           | 6           |  |  | Mike Bryan        | Mike Bryan        | Mike Bryan        | 7                 | 6             |   |   |              |              |              |              |              |  |
|  | Levar Harper-Griffith | Levar Harper-Griffith | Levar Harper-Griffith | 65          | 2           |  |  |                   |                   |                   |                   |               |   |   | Mike Bryan   | Mike Bryan   | 5            | 6            | 64           |  |
|  | Graydon Oliver        | Graydon Oliver        | 6                     | 3           | 6           |  |  |                   |                   | Ignacio Hirigoyen | Ignacio Hirigoyen | 7             | 2 | 7 |              |              |              |              |              |  |
|  | Chad Carlson          | Chad Carlson          | 3                     | 6           | 3           |  |  | Graydon Oliver    | Graydon Oliver    | 4                 | 7                 | 3             |   |   |              |              |              |              |              |  |
|  |                       | Ignacio Hirigoyen     | Ignacio Hirigoyen     | 6           | 7           |  |  | Ignacio Hirigoyen | Ignacio Hirigoyen | 6                 | 65                | 6             |   |   |              |              |              |              |              |  |
|  | 6                     | Brian Vahaly          | Brian Vahaly          | 3           | 5           |  |  |                   |                   |                   |                   |               |   |   |              |              |              |              |              |  |